# Bodyguard – Dein Leben in meiner Hand
Bodyguard – Dein Leben in meiner Hand ist ein deutscher Fernseh-Thriller des Regisseurs Wilhelm Engelhardt aus dem Jahr 1999 mit Uwe Ochsenknecht und Aglaia Szyszkowitz in den Hauptrollen. Produziert wurde der Film von UFA Fiction für RTL Television.

## Handlung
Nadja Waller leitet eine Personenschutzagentur. Ihr neuer Klient, der schwerreiche cholerische Gilbert Metz, stellt Waller vor eine noch nie da gewesene Herausforderung. Ein Unbekannter hat wegen Metz ihre taubstumme Schwester Nele entführt. Seine Forderung an sie ist, Metz vor dessen bevorstehenden Fernsehtermin vor laufender Kamera zu erschießen, ansonsten bringe er ihre Schwester Nele um. Es beginnt ein Wettlauf mit der Zeit, den Entführer dingfest zu machen. Ihr Klient Gilbert Metz zeigt sich Waller dabei gegenüber wenig kooperativ, obwohl auch seine Person in Gefahr ist.

## Kritik
Der Filmdienst meinte, Bodyguard – Dein Leben in meiner Hand sei ein „plakativer (Fernseh-)Thriller“.
Die Kritiker der Fernsehzeitschrift TV Spielfilm gaben dem Fernsehthriller zwei von drei möglichen Punkten für die „Action“ und in der Kategorie „Spannung“; die „Erotik“ wurde mit einem Punkt bewertet. Sie merkten an: „Dank einiger überraschender Wendungen schafft der Thriller einen gesunden Querdaumen.“ und konstatierten: „Trotz Macken kurzweilig und überraschend“. Der Film erhielt insgesamt eine mittlere Wertung, Daumen zur Seite.